# Brasilia Fútbol Club
El Brasilia FC es un equipo de fútbol de Honduras que juega en la Liga de Ascenso de Honduras, la segunda división de fútbol en el país.

## Historia
Fue fundado en el año 1970 en la ciudad de Río Lindo y su nombre y colores tienen relación con Brasil, ya que son amarillo y verde.
En el 2000 llegan a jugar por primera vez en la Liga Mayor de Fútbol de Honduras, en la cual estuvieron por 17 temporadas consecutivas y alcanzaron el título departamental en dos ocasiones; esto hasta que para la temporada 2017/18 fueron invitados a formar parte de la Liga de Ascenso de Honduras, con lo que iban a jugar en la segunda división nacional, pero para eso tenían que pagar 300000 lempiras, las cuales recaudaron por medio de una colecta.
El club está compuesto principalmente por pobladores de Río Lindo.
En 2023 la Liga de Ascenso amplía el torneo a 36 equipos. La directiva compra una de las 2 categorías disponibles, volviendo así al equipo a Segunda División.

## Palmarés
- Liga Departamental de Puerto Cortés: 2

2013, 2015

## Jugadores

### Jugadores destacados
- Diego Pineda
- Emmanuel Gomez Cadavid
- Crystian Euceda